# Tessera del tifoso
Tessera del tifoso (engelska: Supporter's ID card; svenska: Supportrars ID-kort), som oftast brukar förkortas Tessera. Detta är en identitetsdokumentation av fotbollssupportrar i Italien som införskaffades fotbollssäsongen 2009-2010. Den introducerades för att minska antalet huliganer på matcherna i Italien. Den blev obligatorisk under säsongen 2010/2011, trots att den ännu inte hade godkänts av parlamentet i Italien.

## Kritik
Tessera har kritiserats av flera olika supporterorganisationer, ultras, icke-statliga organisationer för konsumentskydd och grupper som jobbar för integritesskydd. Bland annat att Tessera har inneburit en minskad biljettförsäljning och ändå inte kunnat förhindra huliganvåld.